# Natural Born Killers
Natural Born Killers ist ein Spielfilm des Regisseurs Oliver Stone aus dem Jahr 1994, dessen Drehbuch auf einer Story von Quentin Tarantino basiert. Die Hauptrollen spielen Woody Harrelson und Juliette Lewis.

## Handlung
Ein junges Paar, Mickey und Mallory Knox, befindet sich in einer Gaststätte in New Mexico. Mallory tanzt an der Jukebox, während Mickey an der Theke ein Stück Kuchen isst. Als ein neuer Gast Mallory belästigt, erschlägt sie den Mann. Anwesende, die eingreifen wollen, werden kurzerhand von Mickey umgebracht. Die Kamera nimmt dabei teilweise Mickeys Perspektive ein und zeigt am unteren Bildrand seine Pistole, sodass die Szene einem Ego-Shooter-Computerspiel gleicht. Am Ende wird ein Gast am Leben gelassen, damit dieser die Geschichte ihrer Tat weitererzählen kann.
In einer im Stil einer Sitcom erzählten Rückblende lebt Mallory zusammen mit ihren Eltern und ihrem Bruder in einem Einfamilienhaus. Mallorys Vater missbraucht seine Tochter häufig, und ihre Mutter unternimmt aus Angst nichts dagegen. Die Familie erhält durch den Fleischergesellen Mickey eine Warenlieferung; zwischen ihm und Mallory beginnt eine Affäre. Beide machen eine Spritztour mit dem Wagen des Vaters, der ihnen die Polizei hinterherschickt. Zeitsprung: Mickey sitzt wegen Autodiebstahls im Gefängnis, ihm gelingt die Flucht. Wieder in Freiheit, tötet er gemeinsam mit Mallory deren Eltern.
Die Gegenwart: Auf ihrer Flucht durch die USA hat das Paar bereits 47 Menschen innerhalb von drei Wochen ermordet (die meisten der erwähnten Morde sieht man im Film nicht). Der sadistische Polizist Jack Scagnetti will die beiden Serientäter unbedingt zur Strecke bringen. Die Medien machen die Ereignisse zu einer Topstory, die beiden Killer werden zu Stars, ihre Taten von Teilen der Öffentlichkeit verherrlicht. Nachdem das junge Paar in der Wüste gestrandet ist, weil ihr Wagen kein Benzin mehr hat, kommt es bei einem alten Navaho-Indianer unter. Mickey erschießt den Indianer versehentlich in einem vermutlich durch halluzinogene Kakteen ausgelösten Rausch, in dem Erinnerungen an Misshandlungen durch seine Eltern und den Selbstmord seines Vaters hochsteigen. Beim Verlassen der Hütte werden Mickey und Mallory von Klapperschlangen gebissen. Um an ein Gegengift zu kommen, überfallen sie eine Apotheke. Der Angestellte löst den stillen Alarm aus, woraufhin Mickey ihn erschießt. Wenig später treffen Polizisten ein, unter ihnen auch Scagnetti. Dieser bringt Mallory in seine Gewalt und verletzt sie mit einem Messer, was Mickey dazu bewegt, aufzugeben. Mallory wird von Scagnetti abgeführt und Mickey von den Polizisten durch Tritte, Schläge und Taserschocks misshandelt.
Ein Jahr später: Mickey und Mallory sitzen im Gefängnis, wo sie weitere Menschen umgebracht haben. Der Leiter der Anstalt, Dwight McClusky, plant die Ermordung der beiden: Er hat eine Verlegung in eine Nervenheilanstalt eingefädelt, um Mickey und Mallory bei einem vermeintlichen Fluchtversuch während der Überführung erschießen zu lassen. Auch Scagnetti ist in den Plan involviert. Zuvor bekommt Mickey noch Besuch von dem Fernsehmoderator Wayne Gale, der ein Live-Interview mit ihm machen möchte. Mickey ist einverstanden, und nachdem Gale versprochen hat, McClusky dadurch berühmt zu machen, stimmt auch dieser zu. Während das Interview stattfindet, besucht Scagnetti Mallory in ihrer Zelle in einem anderen Flügel des Gefängnisses. Er schickt die Wachen hinaus und beginnt sich ihr zu nähern. Durch die Fernsehsendung bricht im Gefängnis eine Revolte aus. Mickey kann das Gewehr einer Wache greifen und erschießt die meisten der Aufseher und einige Fernsehleute. Gale muss ihn mit seinem restlichen Team zu Mallory begleiten und weiterhin live senden. Als Scagnetti Mallory zu küssen beginnt, schlägt sie seinen Kopf gegen die Zellenwand und bricht ihm die Nase. Die Wachen greifen ein und können Mallory stellen. Scagnetti möchte sie sofort erschießen, wird aber von den Wachen davon abgehalten. Stattdessen besprüht er sie mit Pfefferspray, bis plötzlich Mickey und das Fernsehteam hinzustoßen. Unter den Kommentaren Gales tötet Mickey die Wachen, und Mallory schlitzt Scagnetti die Kehle auf. Während es Mickeys und Mallorys Flucht aus dem Gefängnis mit der Kamera begleitet, wird fast das gesamte Fernsehteam in Schusswechseln getötet. Gale fühlt sich inzwischen als Komplize des Paares, erschießt selbst Sicherheitskräfte und denkt an ein neues Leben. McClusky befiehlt seinen Wachen, vor allem die beiden Serienkiller aufzuhalten, statt die Revolte unter Kontrolle zu bekommen, und wird dadurch von Aufständischen getötet. In einem Wald entscheiden sich Mallory und Mickey, Gale zu erschießen. Sie begründen dies damit, dass sie niemanden am Leben lassen müssen, der die Geschichte erzählen kann, da die Kamera alles aufgezeichnet hat.
Im Abspann reisen Mickey und Mallory in einem Wohnmobil durch die USA. Sie haben inzwischen einen Sohn und eine Tochter, und Mallory ist wieder schwanger.

## Drehbuch
Das Originaldrehbuch wurde von Quentin Tarantino geschrieben, der es ursprünglich auch selbst als sein Erstlingswerk verfilmen wollte. Als die Finanzierung zunächst scheiterte, drehte er stattdessen Reservoir Dogs und gab mit diesem Film sein Regiedebüt. Aufgrund des Erfolgs von Reservoir Dogs erhielt er von der Filmfirma, die die Rechte an seinem Drehbuch besaß, das Angebot, bei einer Verfilmung Regie zu führen. Er lehnte ab, da er inzwischen andere Interessen hatte und Pulp Fiction vorbereitete. Daraufhin erwarb Oliver Stone die Rechte an dem Drehbuch und schrieb es für seinen Film um. Aus Sicht von Tarantino führte Stones grundlegende Überarbeitung zu einem völlig anderen Film, der nicht seinen Vorstellungen entsprach. Tarantino wollte daher zunächst in den Credits nicht genannt und mit dem Film nicht mehr in Beziehung gebracht werden, revidierte diese Haltung aber später. Im Abspann des Films wird er unter Story geführt, aber nicht als Drehbuchautor.

## Film- und Bildsprache
Natural Born Killers besticht durch eine ungewöhnliche Erzählweise des Regisseurs Oliver Stone und durch eine visuell anspruchsvolle Umsetzung des mehrfach Oscar-prämierten Kameramanns und Bildgestalters Robert Richardson. Im Film werden von Stone/Richardson die Formate VHS, Super-8, Super 16 (sowohl in s/w als auch in Farbe), 8mm-, 16mm-, 35mm- und 70-mm-Film sowie spezielle Kamerafilter und Kameraobjektive eingesetzt. Diese Formate zeichnen sich vor allem durch eine vollkommen unterschiedliche Körnung aus. Das Ungewöhnliche an Natural Born Killers ist die Verbindung der exzessiven Gewaltdarstellung mit der extrem artifiziellen Erzählweise. Beispielsweise wird häufig unvermittelt von Farbaufnahmen zu Schwarzweiß und zurück gewechselt. Einzelne Sequenzen sind im Stil eines gar nicht zur eigentlichen Story passenden Genres gedreht: beispielsweise haben die Rückblenden zu Mallorys Elternhaus den Stil einer Sitcom mit eingeblendeten Lachern oder der Streit in der Wüste wird mit dem körnigen Material und der Farbgebung eines 1970er-Jahre-Films dargestellt. Häufig werden Bilder aus anderen Filmen oder Zusammenhängen projiziert, entweder auf Teile der Ausstattung oder sogar auf die Darsteller selbst oder auf (bewusst sichtbare) Projektionsfolie. Gelegentlich wird die Handlung mit assoziativen Cartoon-Bildern gegengeschnitten. Ebenso unvermittelt springt die Erzählung zwischen den Zeitebenen.

## Filmmusik
Die Filmmusik wurde von Trent Reznor zusammengestellt und beinhaltet folgende Lieder:
1. Waiting for the Miracle (Edit) – Leonard Cohen
2. Shitlist – L7
3. Moon Over Greene County (Edit) – Dan Zanes
4. Rock ’N’ Roll Nigger (Flood Remix) – Patti Smith
5. Sweet Jane (Edit) – Cowboy Junkies
6. You Belong to Me – Bob Dylan
7. The Trembler (Edit) – Duane Eddy
8. Burn – Nine Inch Nails
9. Route 666 – ohne Künstlerangabe (BB Tone Brian Berdan & Robert Downey Jr.)
10. Apple Pie – Dale Cooper
11. Totally Hot – ohne Künstlerangabe
12. Kipenda Roho (Edit) – Orchestre Super Matimila & Remmy Ongala
13. Back In Baby’s Arms – Patsy Cline
14. Taboo (Edit) – Peter Gabriel & Nusrat Fateh Ali Khan[Anm. 1]
15. Sex Is Violent – Jane’s Addiction
16. Ted Just Admit You – Jane’s Addiction
17. I Put A Spell On You – Diamanda Galás
18. History (Repeats Itself) (Edit) – A.O.S.
19. Something I Can Never Have (Edited and Extended) – Nine Inch Nails
20. I Will Take You Home – Russell Means
21. Drums A Go-Go (Edit) – The Hollywood Persuaders
22. Hungry Ants – ohne Künstlerangabe
23. Checkpoint Charlie – Barry Adamson
24. Violation of Expectation – Barry Adamson
25. The Day The Niggaz Took Over – Dr. Dre
26. Born Bad – ohne Künstlerangabe (Juliette Lewis)
27. Fall of The Rebel Angels (Edit) – Sergio Cervetti
28. Forkboy – Lard
29. Batonga In Batongaville – ohne Künstlerangabe
30. A Night on Bare Mountain – Budapester Philharmonisches Orchester
31. A Warm Place – Nine Inch Nails
32. Allah, Mohammed, Char, Yaar – Nusrat Fateh Ali Khan
33. Judgement Day – Diamanda Galás
34. The Future (Edit) – Leonard Cohen
35. What Would U Do? – Tha Dogg Pound

Zusätzlich tauchen im Film die Titel The Heat (von The Rhythm of the Heat) und In Doubt von Peter Gabriel (ersterer ursprünglich für den Film Birdy produziert und auf dem Soundtrack-Album Birdy veröffentlicht, der zweite für den Film Die letzte Versuchung Christi produziert und auf dem Soundtrack-Album Passion: Music for The Last Temptation of Christ veröffentlicht), Anthem von Leonard Cohen, Ghost Town von den Specials, Spread Eagle Beagle von den Melvins und Musik von Klaus Buhlert auf, die auf dem Soundtrack nicht vorhanden sind. Außerdem finden verschiedene klassische Musikstücke Verwendung: Carmina Burana von Carl Orff, Eine kleine Nachtmusik (2. Satz) von Wolfgang Amadeus Mozart, die Nacht auf dem Kahlen Berge von Modest Mussorgski und Der Nussknacker von Tschaikowsky.

## Synchronisation
| Rolle                   | Schauspieler       | Kinoversion     | Director's Cut 1   | Director's Cut 2    |
| ----------------------- | ------------------ | --------------- | ------------------ | ------------------- |
| Mickey Knox             | Woody Harrelson    | Thomas Petruo   | Konstantin Graudus | Thomas Petruo       |
| Mallory Knox            | Juliette Lewis     | Bettina Weiß    |                    | Bianca Krahl        |
| Det. Jack Scagnetti     | Tom Sizemore       | Helmut Gauß     |                    | Hans-Jürgen Wolf    |
| Ed Wilson               | Rodney Dangerfield | Wolfgang Völz   | Klaus Dittmann     | Wolfgang Völz       |
| Deputy Warden Wurlitzer | Everett Quinton    | Klaus Jepsen    |                    | Eberhard Prüter     |
| London Boy              | Jared Harris       |                 |                    | Oliver Feld         |
| Dwight McClusky         | Tommy Lee Jones    | Ronald Nitschke | Bernd Stephan      | Ronald Nitschke     |
| Wayne Gale              | Robert Downey Jr.  | Tobias Meister  | Christian Rudolf   | Charles Rettinghaus |

## Rezeption

### Veröffentlichung
Natural Born Killers hatte am 26. August 1994 Premiere in den USA. Am 29. August 1994 wurde der Film auf den Internationalen Filmfestspielen von Venedig vorgestellt. Im September 1994 lief er in Frankreich, Italien und in Australien an, im Oktober 1994 in den Niederlanden, in Dänemark, Finnland, Brasilien (auf dem São Paulo International Film Festival), in Spanien, Portugal, Norwegen und Schweden sowie am 27. Oktober 1994 in Deutschland.
Im November 1994 wurde der Film in Argentinien, Brasilien und in Uruguay veröffentlicht, im Januar 1995 in der Tschechischen Republik, in der Slowakei und in Ungarn, im Februar 1995 in Japan, Polen, Griechenland und im Vereinigten Königreich. Im April 1995 war er erstmals in Südkorea zu sehen. In Schweden wurde er im November 2004 auf dem Internationalen Filmfestival von Stockholm vorgestellt, in den USA lief er am 12. Oktober auf dem Chicago International Film Festival in einer Director’s-Cut-Version. In Peru war er am 14. April 2016 in einer limitierten Wiederveröffentlichung zu sehen und in Frankreich lief er am 4. September 2017 auf dem Film Festival von Deauville.
Veröffentlicht wurde der Film zudem in Bulgarien, Kanada, Estland, Kroatien, im Iran, in Litauen, Mexiko, Rumänien, Serbien, in Russland und in Slowenien.

### Kritiken
Insgesamt fielen die Kritiken zum Film gemischt aus. Auf Rotten Tomatoes erreichte Natural Born Killers eine Wertung von 51 %, basierend auf 49 gewerteten Rezensionen, und auf Metacritic einen Score von 74 bei 20 Kritiken.
David Sterritt meinte im Christian Science Monitor: „Stones Bildsprache ist extrem eindrucksvoll. Es ist einer von Hollywoods stilistisch wagemutigsten Filmen überhaupt. Schade jedoch, dass all diese brillanten Ideen auf eine verfehlte Satire verwandt werden, die außer Wut kaum etwas zu vermitteln vermag.“
Roger Ebert bewertete den Film in der Chicago Sun-Times mit 4 von 4 Sternen und schrieb: „In ‚Natural Born Killers‘ geht es nicht so sehr um die Mörder selbst, sondern um den (Medien)-Wahn (‚Feeding frenzy‘), den sie auslösen. […] Diesen Film einmal zu sehen, ist nicht genug. Beim ersten Mal geht es um die emotionale Wirkung, beim zweiten Mal um die Bedeutung. […] Während wir uns durch den Herbst bewegen, dessen Nachrichten vom O.-J.-Simpson-Fall dominiert sind, wirkt ‚Natural Born Killers‘ wie ein Schlag ins Gesicht, eine Warnung, die uns die Wirklichkeit vor Augen hält.“
Dagegen hieß es im Rolling Stone: „Stone nennt seinen Film eine bittere Satire. Aber Satire zielt sorgfältig; (Natural Born) Killers hingegen ist ein alles umwerfendes Streugeschoss. Indem er virtuose Technik in den Dienst von Denkfaulheit stellt, macht Stone seinen Film zu dem Dämon, den er eigentlich verspotten will: Grausamkeit als Unterhaltung.“
Das Lexikon des internationalen Films sah einen „sich kritisch gebenden, äußerst gewalttätigen Film […], der seine Geschichten distanzlos erzählt und der Faszination der Gewalt selbst erliegt. Der irritierende und unbequeme Film prangert die Sensationslust der Medien an, ohne sich selbst der Spekulation zu enthalten, wobei er in einem atemberaubenden Feuerwerk eine ganze Palette von Inszenierungsmöglichkeiten aufbietet. Seine dynamische Bilderflut zieht in Bann, doch schießt der Film über das Ziel einer bitterbösen Satire weit hinaus.“ Die deutsche Filmzeitschrift Cinema vergab eine Bewertung von 100 % und nannte Natural Born Killers einen „gewalttätige[n] Geniestreich, ein psychedelisches Albtraumszenario, das durch seine radikale optische Gestaltung beim Zuschauer genau jenen Abstumpfungseffekt auslöst, der solche Taten erst ermöglicht.“
Georg Seeßlen schrieb in epd Film: „In Stones neuem Film, NATURAL BORN KILLERS, kommen alle seine Themen zusammen, die Gewalt als Grundschuld des Menschen, die allgegenwärtige Macht der Medien, die schamanischen Kräfte des Pop, die Suchbewegung nach der Wahrheit, die nur in einem ‚unberührten‘ Amerika, in der Präsenz des Indianers in der Wüste liegen kann. […] Ein Befreiungsschlag, der, gleichgültig, ob für sich gelungen, Hollywood verändern wird: Stone hat in NATURAL BORN KILLERS nicht nur das Genre der romantischen Outlaw- und Road Movies in die Luft gesprengt, sondern auch die mythische Einbindung der Gewalt ins Erzählkino in Frage gestellt.“
Samuel Rothenpieler bewertete den Film in seiner Kritik auf Filmstarts mit 5 von 5 Sternen und bezeichnete ihn als „ein unvergleichliches und nie da gewesenes Meisterwerk der Sonderklasse“. Weiterhin führte er aus: „Subversive Pop-Art und regelrecht abartige Brüche der Konventionen, Vermischung von Schwarz-Weiß-Aufnahmen, Zeichentrick, Fotokollagen, überzeichnete Farbaufnahmen und psychologische Hintergrundmotive machen aus dem Film einen wahrhaften Trip, der einem schwer zusetzt. […] Der Zuschauer wird als Voyeur entlarvt und in die Abgründe seiner eigenen Seele geschickt. Und nachdem er wieder emporgestiegen ist, bleibt ihm ein Selbstbild der Nacktheit und Unzulänglichkeit erhalten, auf das er am liebsten spucken möchte.“

### Reaktionen
Nach dem Erscheinen des Films kam es in den USA und Frankreich zu einer Reihe von Kriminalfällen, die unmittelbar durch den Film inspiriert zu sein schienen und deren Täter die Hauptfiguren des Films als direkte Vorbilder angaben.
Die Macher von Natural Born Killers, allen voran Oliver Stone und die Filmgesellschaft Time Warner, sahen sich mit Gerichtsprozessen konfrontiert. Eine dieser Klagen wurde von dem Krimiautor John Grisham unterstützt, der Stone öffentlich vorwarf, er sei dafür verantwortlich, dass zwei Jugendliche nach Besuch des Films einen Bekannten von ihm getötet hatten. Die Klagen gegen Stone und Time Warner wurden mit dem Hinweis auf mangelnde Rechtsgrundlagen und Meinungsfreiheit abgewiesen.
Für diese Auswirkung des Films wird neben der extremen Gewaltdarstellung eine Kombination aus unterschiedlichen Gründen verantwortlich gemacht:
- Die Charakterisierung der beiden Hauptfiguren, die mit ihrer tragischen Vorgeschichte, ihrer stürmischen Verliebtheit, ihrem attraktiven Äußeren und ihrem Medienruhm ein zu großes Identifikationspotenzial besitzen.
- Die vom Film suggerierte Verbindung zwischen extremen Gewalttaten und medialem Ruhm im Allgemeinen – so wird am Ende des Films die fiktive Medienkarriere der Serienmörder durch eine Collage von Tätern und Opfern, die durch Verbrechen zu Medienstars der 1990er-Jahre wurden, untermauert. Zu sehen ist der des Mordes angeklagte O. J. Simpson, zudem Tonya Harding, die Elternmörder Lyle und Erik Menendez, Lorena Bobbitt und der von Polizisten verprügelte Rodney King.
- Die für Stone typische, von der Videoclip-Ästhetik abgeleitete stroboskopartig schnelle Schnittfolge mit unablässig wechselnden Kameraeinstellungen und verstörenden subliminalen Zwischenbildern sowie die psychedelisch und stark desorientierend wirkende komplexe Überlagerung von Bild- und Tonebenen trägt zu einer emotionellen Verunsicherung des Zuschauers bei, in der die extrem agierenden Hauptfiguren die einzige verlässliche Konstante darstellen.

In Deutschland wurde Natural Born Killers 1995 zur Indizierung eingereicht, weil dieser wegen der „Vielzahl extrem brutaler Einzelszenen [...] verrohend erscheine“. Durch eine Indizierung hätte der Film nicht mehr öffentlich beworben, verkauft oder vorgeführt werden dürfen. Im September 1995 entschied die Bundesprüfstelle für jugendgefährdende Schriften den Film nicht in die Liste der jugendgefährdenden Medien aufzunehmen, da der Film „nicht in erster Linie Gewalt zeigen“, sondern sogar „durch seine Botschaften zum Nachdenken über eigenes Verhalten anregen“ wolle.

### Preise (Auswahl)
- 1994: Oliver Stone Gewinner des großen Spezialpreises der Jury und nominiert für den Goldenen Löwen bei den Internationalen Filmfestspielen von Venedig
- 1994: Juliette Lewis Gewinnerin des Pasinetti Award und „besondere Erwähnung“ bei den Internationalen Filmfestspielen von Venedig
- 1994: Produzenten Jane Hamsher, Don Murphy und Clayton Townsend nominiert für den Stinker Award für den schlechtesten Film sowie Woody Harrelson als schlechtester Darsteller bei den Stinkers Bad Movie Awards
- 1994: Kameramann Robert Richardson nominiert für den „Goldenen Frosch“ beim polnischen Filmfestival Camerimage
- 1995: Filmnominierung für den SEFCA Award in der Kategorie „Bester Film“ bei den Southeastern Film Critics Association Awards
- 1995: Oliver Stone Gewinner in der Kategorie „Besondere Anerkennung“ bei den Awards Circuit Community Awards und Nominierung für Juliette Lewis
- 1995: Oliver Stone Gewinner des Yoga Award für den schlechtesten ausländischen Film bei den Yoga Awards
- 1995: Juliette Lewis und Woody Harrelson nominiert für den MTV Movie Awards in der Kategorie „Bestes Duo“ und „Bester Kuss“
- 1995: Oliver Stone nominiert für den Golden Globe Award in der Kategorie „Bester Regisseur“